# Agnieszka Romaszewska-Guzy

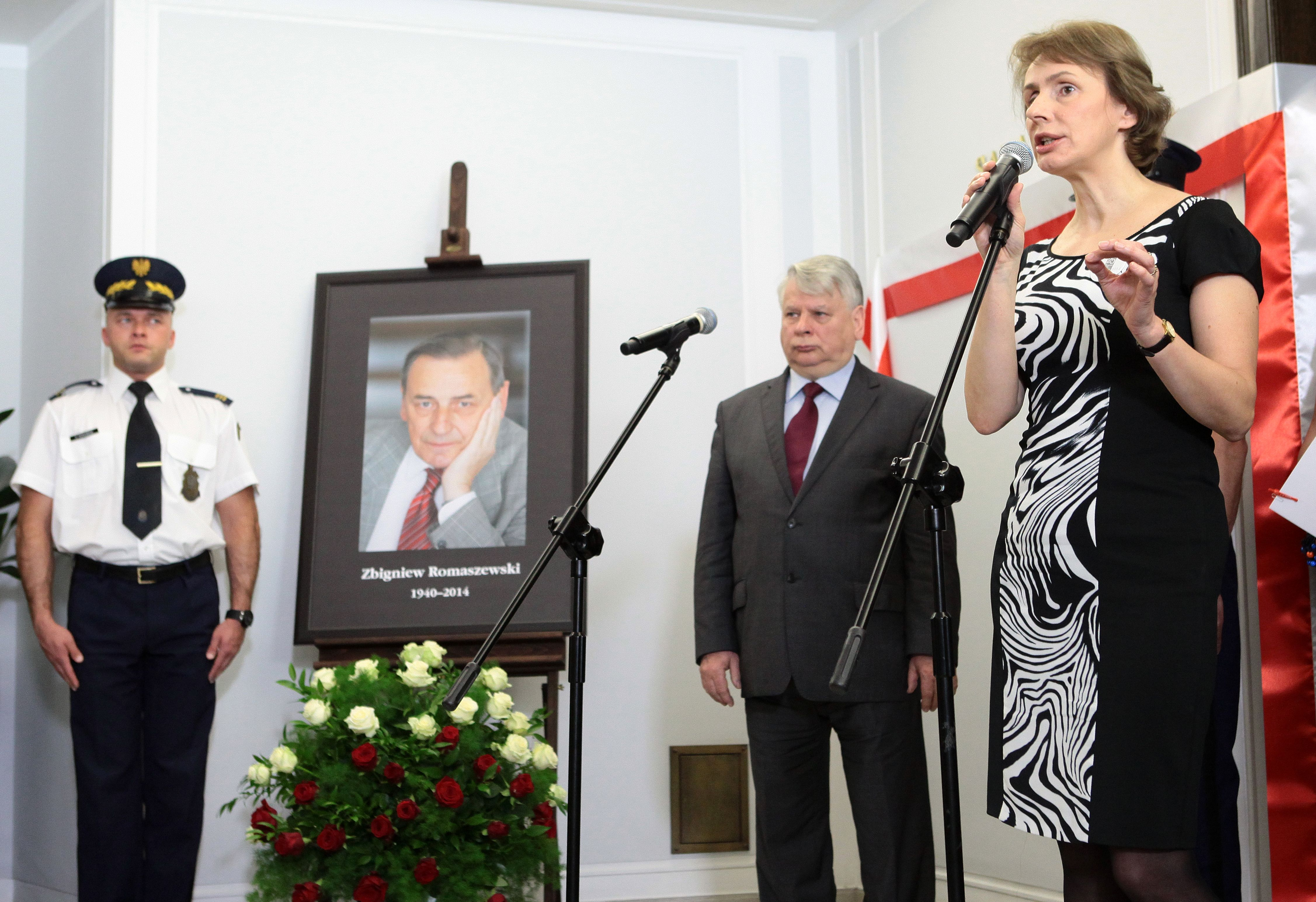
Agnieszka Romaszewska-Guzy podczas uroczystości nadania sali nr 176 w budynku Senatu imienia Zbigniewa Romaszewskiego (2014)

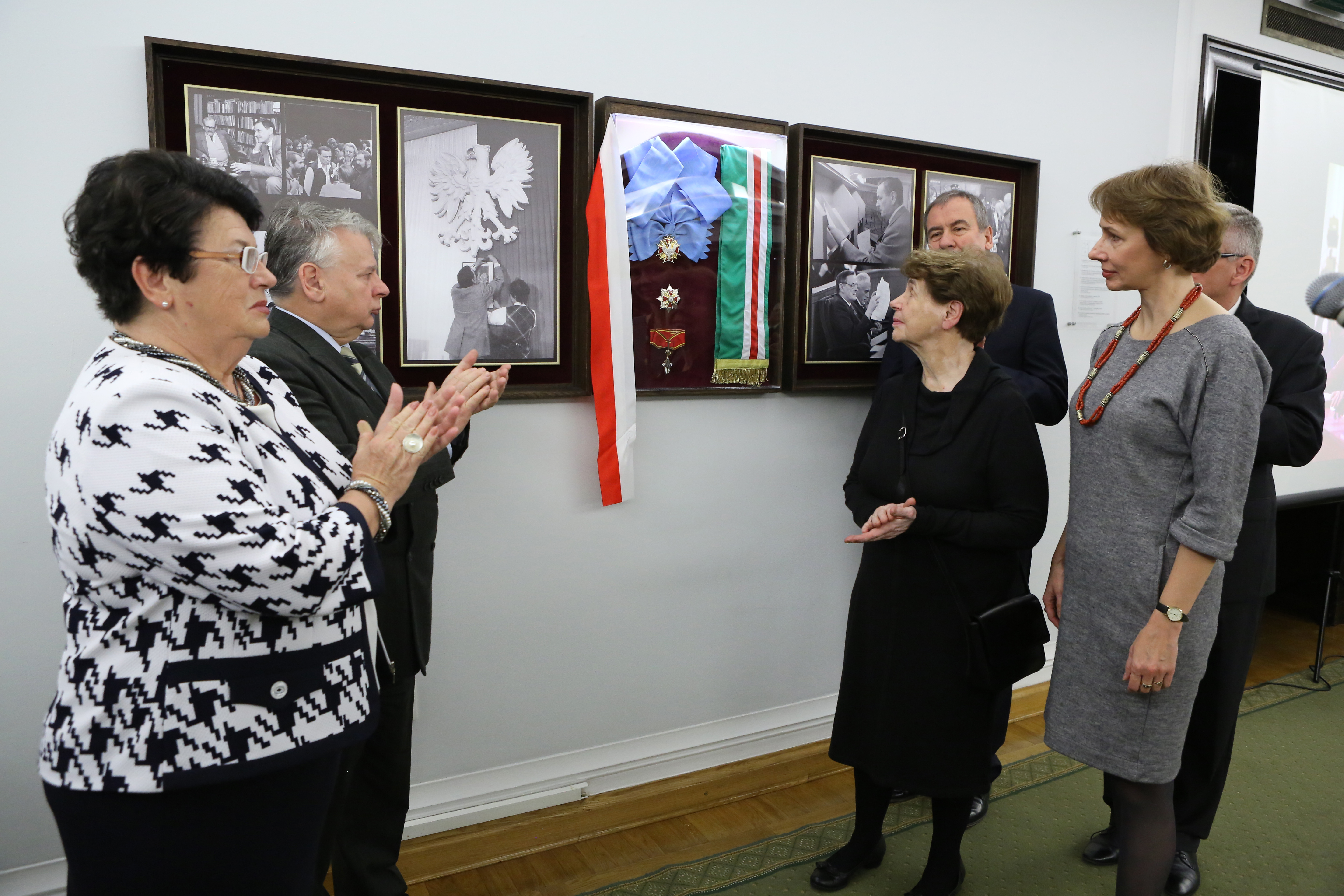
Z matką Zofią Romaszewską podczas uroczystości przekazania orderów i archiwum Zbigniewa Romaszewskiego Archiwum Senatu i Archiwum Akt Nowych (2014)

Agnieszka Maria Romaszewska-Guzy (ur. 15 stycznia 1962 w Warszawie) – polska dziennikarka prasowa i telewizyjna, dyrektorka Biełsat TV (od 2007 do 2024 roku), od 2011 wiceprezeska Stowarzyszenia Dziennikarzy Polskich.

## Życiorys
Po wprowadzeniu stanu wojennego została internowana na pięć miesięcy. Do 1989 współpracowała z ruchem opozycyjnym, uczestniczyła m.in. w Ruchu Wolność i Pokój. W 1987 ukończyła studia na Wydziale Historycznym Uniwersytetu Warszawskiego. Była rzeczniczką Ogólnopolskiego Komitetu Założycielskiego Niezależnego Zrzeszenia Studentów, a potem członkinią Krajowej Komisji Rewizyjnej NZS.
Podczas stypendium doktoranckiego w Stanach Zjednoczonych była stażystką w „The Washington Times”, „The Washington Post” i w tygodniku „The New Republic”. Od 1991 pracowała w „Życiu Warszawy”. W 1992 została zatrudniona w Telewizji Polskiej, była szefem reporterów i zastępcą szefa Wiadomości TVP. Później zajmowała w TVP stanowiska reporterki krajowej, wydawczyni Wiadomości, a także m.in. wydawała katolicki magazyn informacyjny Czasy.
W 1999 powróciła do redakcji Wiadomości, relacjonowała wydarzenia na Bałkanach. Nakręciła sześć reportaży i filmów dokumentalnych, m.in. W cieniu KGB, Misjonarze, Towarzysze i przyjaciele, Cudza ojczyzna. W 2002 została zwolniona z TVP w związku z redukcją etatów, przywrócono ją decyzją zarządu w 2004. Do 2005 była reporterką międzynarodową (m.in. na Białorusi i Ukrainie). Za swoją działalność dziennikarską została przez władze białoruskie wydalona z Białorusi z wieloletnim zakazem wjazdu do kraju.
Od 1998 do 2004 zasiadała w zarządzie głównym Stowarzyszenia Dziennikarzy Polskich. Działa w Stowarzyszeniu Centrum Edukacji Obywatelskiej Polska-Białoruś. W 2006 powołana na stanowisko zastępczyni dyrektora TV Polonia ds. programowych, w 2007 została dyrektorką TV Polonia. Opracowała koncepcję stworzenia kanału tematycznego TVP, poświęconego tematyce białoruskiej. W 2007 została dyrektorką Biełsat TV. W marcu 2009 odwołana z tych funkcji przez p.o. prezesa TVP Piotra Farfała, m.in. za publiczne podważanie decyzji zarządu TVP. Decyzja p.o. prezesa TVP o usunięciu Agnieszki Romaszewskiej-Guzy z kierownictwa „Biełsat TV” przez wielu obserwatorów została nazwana „prezentem dla Łukaszenki”. Pod naciskiem opinii społecznej oraz polskiego Ministerstwa Spraw Zagranicznych, które jest najważniejszym donatorem „Biełsat TV”, po tygodniu została przywrócona na funkcję dyrektora „Biełsat TV”.
W 2010 została p.o. dyrektora oddziału TVP w Białymstoku.
Wiceprezeska Stowarzyszenia Dziennikarzy Polskich w kadencji 2011–2014 i ponownie w kadencji 2014–2017. 18 marca 2024, w związku ze sporem wokół mediów publicznych w Polsce, została dyscyplinarnie zwolniona z TVP.

### Życie prywatne
Jest córką Zofii i Zbigniewa Romaszewskich. Jej mąż Jarosław Guzy był pierwszym przewodniczącym NZS.

## Odznaczenia
- Krzyż Oficerski Orderu Odrodzenia Polski – 2024[8][9]
- Krzyż Kawalerski Orderu Odrodzenia Polski – 2007[10]
- Krzyż Wolności i Solidarności – 2017[11][12]
- Medal Stulecia BRL – Białoruska Republika Ludowa; 2019[13][14].